# TV 1863 Weidhausen
Der TV 1863 Weidhausen e. V., kurz TV Weidhausen, ist ein Sportverein aus dem oberfränkischen Weidhausen im Landkreis Coburg, der Breitensport, Leistungssport und Gesundheitssport anbietet.

## Geschichte
Der Turnverein Weidhausen wurde 1863 gegründet und bietet u. a. die Sportarten Turnen, Handball, Tanz, Tennis, Trampolinturnen, Kickboxen, Nordic Walking und Leichtathletik an.

### 1863
Wie der Chronist schreibt, folgten am 1. Januar 1863 36 kräftige, derbe und willensstarke Gestalten der Einladung zur Gründungsversammlung. Die Zusammenkunft fand in der Gaststätte Johann Schaumberger, der damalige Besitzer des Hauses (heute „Goldenes Eichhorn“), das auch noch heute das Vereinslokal des TV Weidhausen ist, statt.

### 1913
Das 50. Stiftungsfest vom 24.–26. Mai 1913 bildete bis dato den Höhepunkt der Vereinsgeschichte und verschaffte dem TVW einen überregionalen Ruf. 82 Vereine mit 1419 Festteilnehmern zogen durch die festlich geschmückte Ortschaft.

### 1921/1922
Im Jahre 1921 wurde die erste Handballmannschaft gegründet und 1922 der reguläre Spielbetrieb aufgenommen. Einer der Gründer war Robert Grün, der gleichzeitig bis 1939 Leiter der Handballabteilung war.

### 1959
Der Verein wurde reorganisiert. Mit seiner Schülerabteilung zählte der Verein 446 Mitglieder. Der Turnbetrieb wurde um eine Turnspielabteilung (Faust- und Prellball) und eine Frauengymnastikabteilung erweitert.

### 1963
Im Jahr des 100-jährigen Jubiläums wurde u. a. durch Spenden von Ehrenmitgliedern erstmals ein Großtrampolin angeschafft. Damit war der Weg zum Trampolinturnen frei. Die Leitung wurde vom Oberturnwart Heinz Engel übernommen.

### 1971
Das 1. Landesoffene Leichtathletik-Sportfest, verbunden mit der Bahneinweihung, wurde auf der in diesem Jahr eingeweihten neuen Schulsportanlage unter Beteiligung einer großen Anzahl von Teilnehmern aus ganz Bayern durchgeführt.

### 1981
Der TV Weidhausen folgt dem Trend und gründet am 7. Februar 1981 eine Tennisabteilung. Walter Lorper wurde zum Abteilungsleiter gewählt.

### 1984
Am 21./22. Juli 1984 wurde bei gutem Wetter und im würdigen Rahmen die neue Tennisanlage eingeweiht.

### 1985
Der TVW ist Ausrichter der 1. Ortsmeisterschaft im Waldlauf, die am 15. Mai 1985 mit 133 Startern einen erfreulichen Anfang nimmt.

### 1988
Der TV 1863 Weidhausen feierte mit befreundeten Sportvereinen und den Weidhäuser Bürgern sein 125-jähriges Vereinsjubiläum. Im Jubiläumsjahr hatte der Verein 673 Mitglieder.

### 2002
Am 28. April 2002 fand der erste Tanztreff in der Mainfeldhalle Michelau statt und kam bei Besuchern und Teilnehmer gut an.

### 2007
Die Handball-Damenmannschaft wurde 2007 Bayerischer Meister im Handball. Die Sensation war perfekt – ein Dorfverein steigt in die Regionalliga auf!

### 2013
Der TVW feiert sein 150-jähriges Bestehen. Darüber hinaus kann auf 50 Jahre Trampolinturnen und 25 Jahre „Gymnastik und Tanz“ zurückgeblickt werden.

### 2022
Mit einem Festabend sowie einem Jubiläums-Bildband blicken die Handballer auf 100 Jahre Handball beim TVW zurück.

### 2023
Der Verein trägt dem Wachstum Rechnung und gliedert die Tanzsport-Aktivitäten aus der Abteilung Turnen aus und gründet hierfür die Abteilung Tanzsport. Der Verein ist zum 1. Januar 2023 auf 884 Mitglieder angewachsen.

### 2025
Erstmals überschreitet der TVW nach 162 Jahren Vereinsgeschichte die 1.000-Mitglieder-Marke. Zum 1. Januar 2025 zählt der TVW 1010 Mitglieder.

## Turnen
In der größten Abteilung des TVW sind zahlreiche Fachgebiete beheimatet. Dazu gehören neben Gerätturnen, Trampolinturnen, Kinderturnen u. Eltern-Kind-Turnen, Gymnastik, Gesundheitssport und Kickboxen.

## Handball
Mit zu den größten Erfolgen der 1922 gegründeten Handballabteilung gehört neben der Bayerischen Meisterschaft der Damen der Aufstieg in die Regionalliga Süd, die damals als dritthöchste Liga im deutschen Handball eingestuft war. Es waren ebenfalls die Handballdamen des TVW, die als Bayerischer Pokalsieger in die erste Hauptrunde des DHB-Pokals der Frauen einzogen, dort aber gegen den Drittligisten DJK Marpingen ausschieden.

### Erfolge
Frauen

Bereich des „Bayer. Handballverbandes“ (BHV)

| - Aufstieg in die Regionalliga/3. Liga 2007 - Teilnehmer am DHB-Pokal 2005/06 - Bayerischer Meister/4. Liga 2007 - Bayerischer Pokalsieger 2005 | - Aufstieg in die Bayernliga (4. Liga) - Aufstieg in die Oberliga Bayern 2025 - Aufstieg in die Landesliga Süd 2019, 2023 - Oberfränkischer Meister 2019, 2023, 2025 |

Männer
- Meister Bezirksoberliga (Oberfranken) und Aufstieg in die Landesliga Nord[16]
- Meister Bezirksliga (Oberfranken) und Aufstieg in die Bezirksoberliga (Oberfranken)

Jugend
- Süddeutscher Meister 1990 (weibliche B-Jugend)[17][18]

### HSG Weidhausen-Ebersdorf
Seit 2022 gibt es die HSG Weidhausen–Ebersdorf, die aus dem Zusammenschluss von den Handballabteilungen der TV 1863 Weidhausen und dem TV 1886 Ebersdorf entstand.
Die Handballer der HSG Weidhausen–Ebersdorf nehmen 2022/23 mit zwei Herrenmannschaften, zwei Damenteams und acht Nachwuchsmannschaften am Spielbetrieb des Bayerischen Handballverbandes (BHV) teil. Das erste Damenteam und die erste Herrenmannschaft spielen 2022/23 in der Bezirksoberliga (Oberfranken).

### Spielstätten
Die Heimspielstätten der HSG Weidhausen –Ebersdorf sind:
- Frankenlandhalle Am Sportplatz 14 D-96237 Ebersdorf
- Mainfeldhalle Am Sportzentrum 10 D-96247 Michelau